# Gian Galeazzo Visconti
Gian Galeazzo I Visconti (Pavía, 16 de octubre de 1351-Melegnano, 3 de septiembre de 1402) fue un gobernante milanés, último señor y primer duque de Milán (1395), primer  conde de Pavía (1396), primer  duque de Lombardía (1397) y el que llevó a la dinastía de los Visconti al apogeo de su poder.
Era hijo de Galeazzo II y de Blanca de Saboya. Fue padre de Giovanni Maria Visconti y de Filippo Maria Visconti.

## Acceso al poder
En 1361, y siguiendo los deseos de su padre, que ansiaba afianzar las relaciones de los Visconti con las casas reinantes europeas, Gian Galeazzo se casó con Isabel de Valois, hija del rey Juan II de Francia. 

En sus últimos años de vida Galeazzo II había abandonado los asuntos de gobierno en manos de su hermano Bernabé. Sin embargo Gian Galeazzo obtuvo en el último año de vida de su padre el control de la parte occidental de los dominios paternos. La muerte de Galeazzo II, en 1378 dejó una situación de tensión en sus dominios, enfrentando a tío y sobrino por el control de los diversos territorios. Gian Galeazzo, que había enviudado en 1373 decidió casarse el 2 de octubre de 1380 con Caterina, hija de Bernabé, y por tanto su prima. Sin embargo las tensiones con su suegro (y tío) continuaron. En 1385 decidió dar un golpe de mano, haciendo apresar a Bernabé, y proclamándose señor de Milán. Bernabé fue encarcelado en el castillo de Trezzo sull'Adda. Para respetar, aunque fuera de un modo aparente, la legalidad, consiguió que se abriera un proceso judicial contra su suegro, con la excusa de que este había ejercido de forma ilegítima el título de señor de Milán, ya que no le había sido concedido por el emperador. En ese mismo año, en el mes de diciembre Bernabé murió, probablemente envenenado.

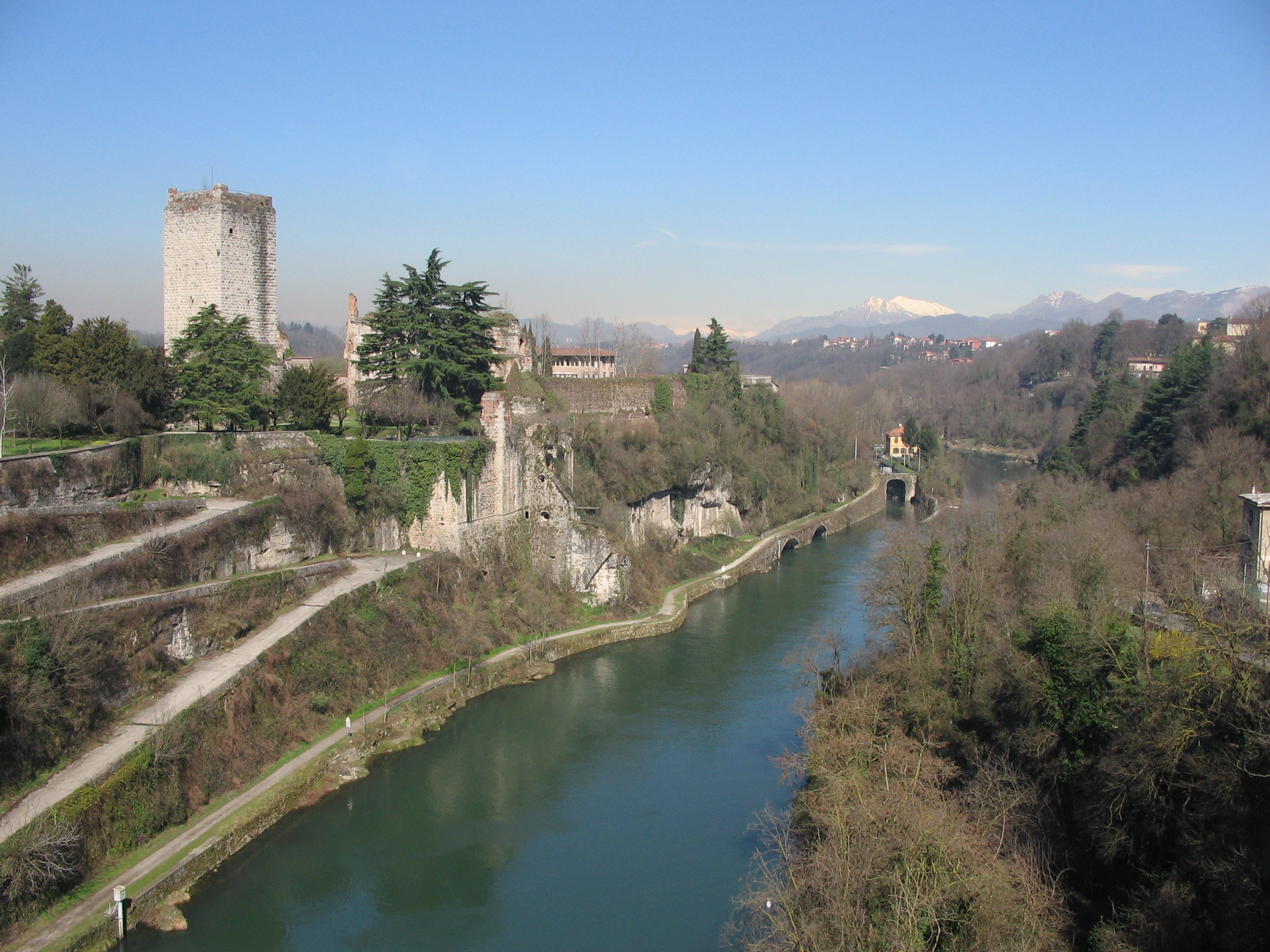
Castillo de Trezzo, donde Gian Galeazzo encarceló, y probablemente envenenó, a su tío Bernabé.

## Expansión
En 1387 se alió con el señor de Padua, Francesco de Canova, que en aquel momento mantenía una guerra contra Antonello della Scala. Gian Galeazzo intervino en la confrontación a condición de reservarse el posterior dominio de la ciudad de Verona, adjudicándose Francesco el control sobre Vicenza. Sin embargo, el Visconti, aprovechando la ocasión se adueñó de las dos, traicionando así la alianza establecida e iniciándose una serie de hostilidades entre los dos antiguos aliados. Gian Galeazzo respondió creando una liga en la que se le unieron las más importantes ciudades del Véneto. Las sucesivas campañas militares le hicieron dueño, en 1388 de Padua, Belluno y Feltre, cediendo Treviso a la República de Venecia.
Gian Galeazzo Visconti se había convertido en el gobernante más importante del norte de Italia, siendo un peligro para el resto de los estados, en especial para Florencia. Los florentinos crearon una liga contra Milán, en la que participaron Francesco Novello hijo y sucesor de Francesco de Carrara, el duque de Baviera Esteban III y un comisionado francés, Juan III de Armagnac. La guerra se inició en 1389, con numerosos enfrentamientos, destacando entre todos ellos la batalla ocurrida el 25 de junio de 1391 junto a Alessandria en la que cayó herido Armagnac, muriendo poco después. Tras el final de las hostilidades, que no dejaron un vencedor claro, Gian Galeazzo se vio obligado no obstante, a restituir Padua a Francesco Novello.
El 1 de mayo de 1395 Gian Galeazzo Visconti consiguió que el emperador Wenceslao de Luxemburgo le concediera el título de duque de Milán. Al año siguiente obtuvo el de Conde de la Pavía y finalmente en 1397 el ansiado honor de ser duque de la Lombardía.
Florencia organizó una segunda liga contra Milán, junto al rey Carlos VI de Francia, Francesco Novello, Bolonia, y el Gonzaga. Tampoco esta vez se obtuvieron los resultados apetecidos por los enemigos de Visconti ya que en 1397 tropas milanesas consiguieron entrar en la ciudad de Mantua.
Aprovechando la elección del nuevo Rey de los Romanos, Roberto del Palatinado, ya que su predecesor Wenceslao había sido depuesto, entre otras cosas, por haber concedido el ducado de Milán a Gian Galeazzo a cambio de la cantidad de 100.000 florines de oro, se formó una nueva coalición contra los milaneses. No obstante, las tropas del ducado entraban el 28 de junio en Bolonia.

## El final

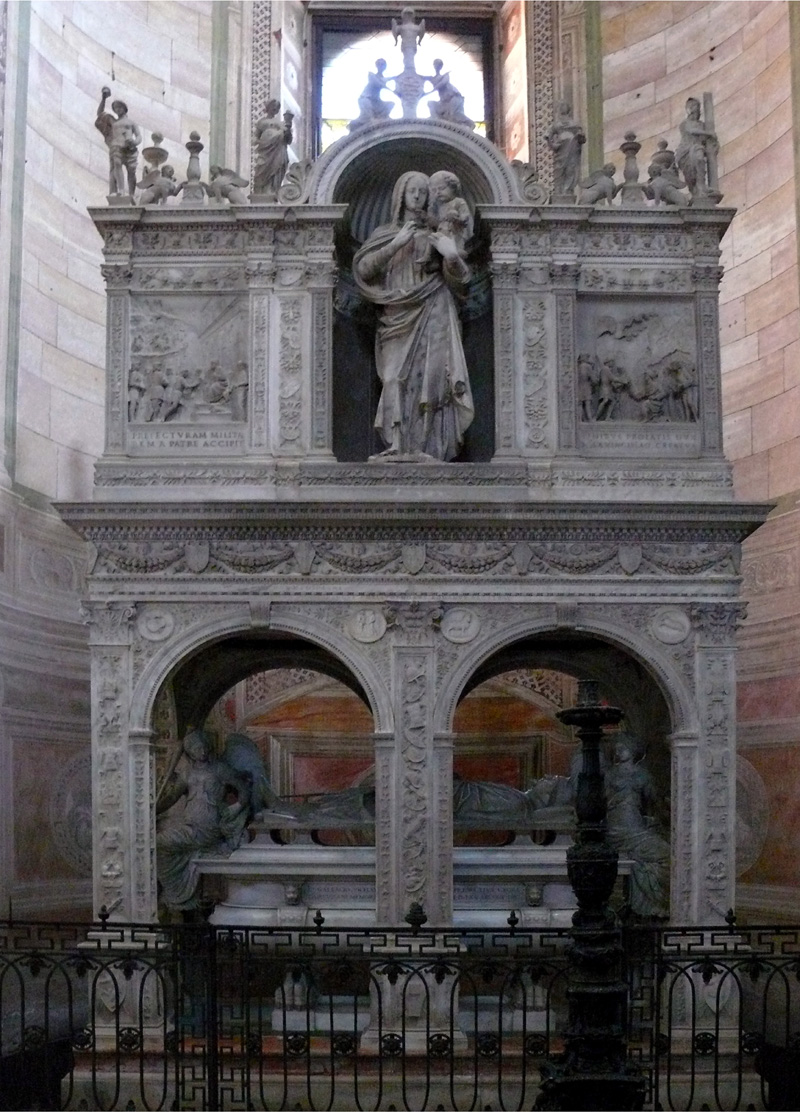
Gian Cristoforo Romano, Tumba de Gian Galeazzo Visconti, Cartuja de Pavía.

Sin embargo la muerte poco después de Gian Galeazzo acabó con este periodo de ascensión milanesa. El duque se había refugiado en el castillo de Melegnano, huyendo de una epidemia de peste que, no obstante acabó con su vida. Sus funerales tuvieron lugar en Milán, recibiendo sepultura en la Cartuja de Pavía, monasterio situado a 8 kilómetros al norte de Pavía, y que él mismo había mandado construir. De este año, 1402, data el primer reglamento contra la peste de la ciudad de Milán (sesenta años después de su aparición por fin se empezaban a establecer reglas para actuar contra la terrible pestilencia).
Tras su muerte sus dominios se disgregaron. Su hijo y sucesor Giovanni Maria Visconti solo accedió al poder de las provincias más antiguas de entre las de su padre.

## Grandes obras
Gian Galeazzo ha pasado a la historia entre otros motivos, por sus grandes delirios de grandeza. Gastó la nada desdeñable cifra de 300.000 florines de oro en las obras hidráulicas que permitieron desviar el curso de los ríos Mincio y Brenta a su paso por las ciudades de Mantua y Padua respectivamente, con objeto de reducir las defensas de ambas ciudades. A él corresponde el inicio de las obras de construcción de la catedral de Milán. Fundó el monasterio de Cartuja de Pavía. También realizó mejoras en el palacio de esta última ciudad, comenzado a construir por su padre.

## Descendencia
Con su primera esposa Isabel de Valois tuvo a Gian Galeazzo, en 1366, a Azzone, en 1368, a Valentina en 1370 y a Carlos, en 1372. De ellos, solo Valentina sobrevivió al padre.
Con su segunda esposa Catalina Visconti tuvo a Giovanni Maria Visconti y a Filippo Maria Visconti, ambos duques de Milán.
Con Agnese Mantegnazza tuvo un hijo natural, legitimado posteriormente, Gabriele Maria, en 1385.
Tuvo además un hijo natural, Antonio, nacido en 1389, y muerto poco después.

## Sucesión
| Predecesor: Bernabé Visconti Galeazzo II Visconti | Señor de Milán (Junto a Bernabé Visconti hasta 1385) 1378-1395 | Sucesor: Se convierte en Duque   |
| Predecesor: Nuevo título                          | Duque de Milán 1395-1402                                       | Sucesor: Giovanni Maria Visconti |